# Edmund Balasiński
ks. Edmund Balasiński (ur. 11 maja 1933 r. w Goli, zm. 16 lutego 1988 r. w Katowicach) – polski duchowny katolicki, dziekan dekanatu w Kamiennej Górze, prałat, kapelan honorowy Jana Pawła II (1987), kapelan "Solidarności" Ziemi Kamiennogórskiej.
Sakrament święceń otrzymał 18 grudnia 1960 r. we Wrocławiu. Wieloletni proboszcz parafii Świętych Apostołów Piotra i Pawła w Kamiennej Górze. Posługę duszpasterską pełnił m.in. w Mieroszowie w parafii św. Michała Archanioła oraz w Lubawce w parafii Wniebowzięcia Najświętszej Maryi Panny. Celebrans mszy polowych organizowanych w kamiennogórskich zakładach pracy podczas strajków solidarnościowych w 1980 r. W stanie wojennym wszczął działania zmierzające do zlikwidowania ośrodka internowania mieszczącego się w obiektach byłej filii obozu koncentracyjnego (AL Landeshut - Gross Rosen).

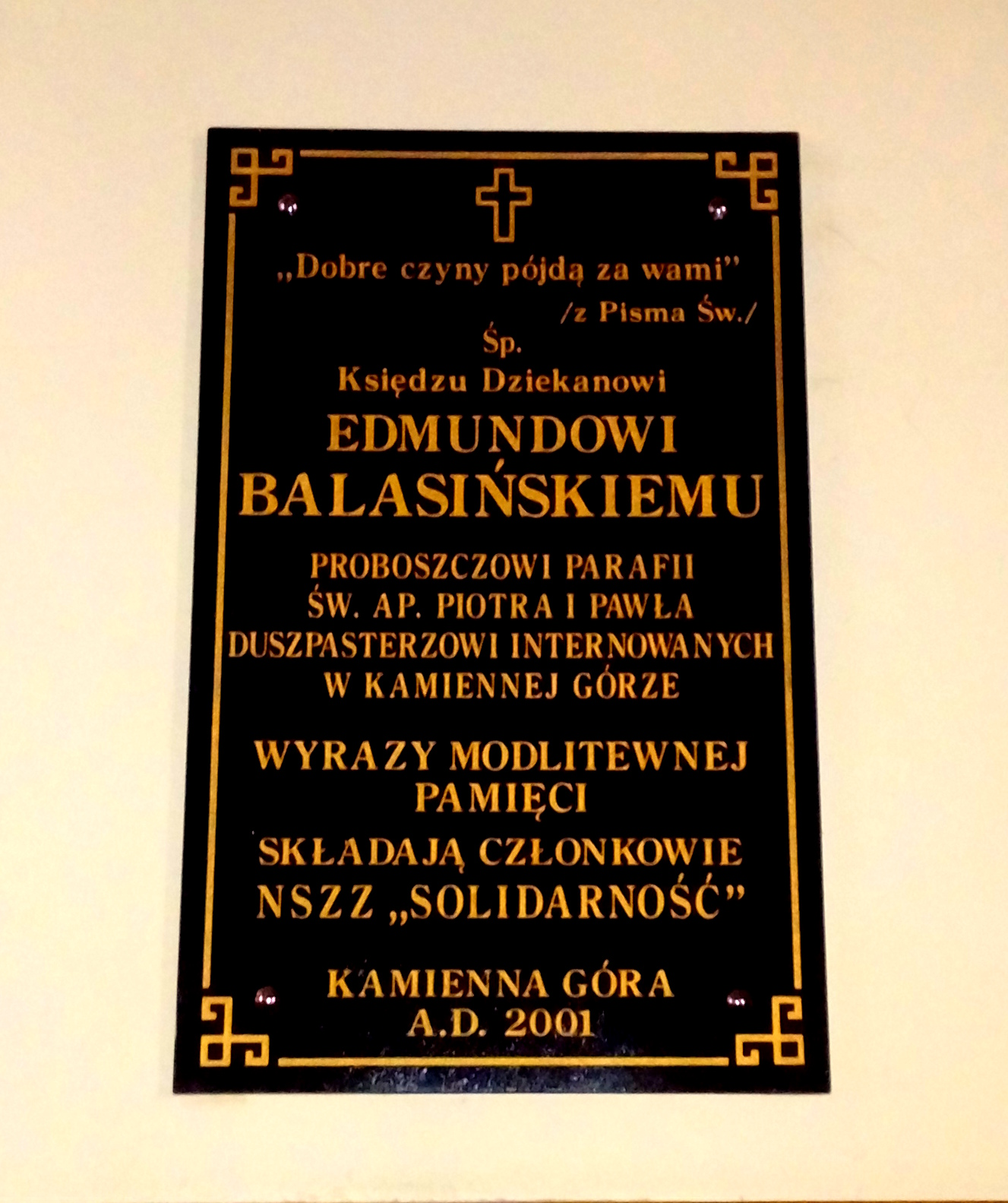
Tablica poświęcona ks. dziekanowi Edmundowi Balasińskiemu w kościele pw. śś Apostołów Piotra i Pawła w Kamiennej Górze

Zmarł na chorobę nowotworową węzłów chłonnych. Został pochowany na cmentarzu komunalnym w Kamiennej Górze.